# Cyklonen Olivia

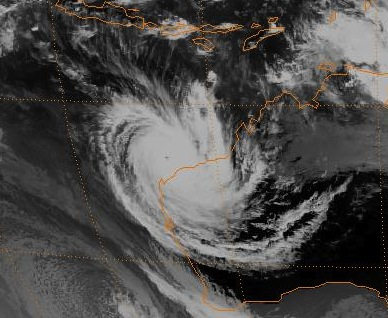
Cyklonen Olivia.

Cyklonen Olivia var det officiella namnet på en tropisk cyklon som i april 1996 drog fram över Indiska oceanen utanför Australiens nordvästkust för att sedan vika av åt sydost och så småningom upplösas över södra Australien 12 april.
"Olivia" var långt ifrån det kraftigaste tropiska ovädret som registrerats. Som mest nådde den kategori 4 på den femgradiga Saffir–Simpson-orkanskalan med en medelvind på 65 m/s (230 km/h), vilket ändå är nästan dubbelt så högt som Orkanen Gudrun som drabbade framförallt södra Sverige i januari 2005. Möjligen kan cyklonen åtminstone lokalt nått gränsen för kategori 5, 69 m/s (250 km/h) vid landfall (ovädrets centrum når land) 10 april.
Trots att ovädret inte dödade någon människa och de materiella skadorna var små på grund av att området där ögat nådde fastlandet var glesbefolkat har ändå "Olivia" satt vindrekord för tropiska cykloner. Den 10 april 1996 uppmättes på Barrow Island strax utanför den australiensiska kusten en vindby (3 sekunder) på oerhörda 113,2 m/s (408 km/h), gränsen för orkan går vid 33 m/s (119 km/h). Det är den högsta, ej tornado genererade vindhastighet som någonsin uppmätts nära marknivå. Den exceptionellt kraftfulla vindbyn anses av meteorologer som anmärkningsvärd med tanke på att Olivia "bara" var en kategori 4 cyklon enligt Saffir–Simpson-orkanskalan och det dröjde ända fram till 2010 innan observationen godkändes som officiell av WMO. Anledningen var att observationen gjordes på en obemannad väderstation som sköttes av ett privat företag och den australiensiska vädertjänsten tvivlade länge på att mätningen var tillförlitlig, en vindhastighet över 400 km/h ansågs vara osannolikt hög.
Hur kunde en tropisk cyklon som officiellt inte nådde högsta nivån på orkanskalan generera en vindby på 113 m/s? Under en fem-minutersperiod uppmättes förutom den allra högsta noteringen ytterligare 4 extremt kraftiga vindbyar som låg mellan 83 och 104 m/s (298-374 km/h). WMO-s experter tror att s.k. semovortex var orsaken . Semovortex eller vortex är mindre trombliknande strukturer, dock ej liktydigt med en tromb/tornado som ofta är "inbäddade" i kraftiga tropiska oväder. De brukar återfinnas i den s.k. ögonvallen, den zon som omger cyklonens centrum och kan lokalt generera betydligt högre vindhastigheter än i den övriga ögonvallen. 

## Några jämförelser
- Den högsta vindhastigheten som uppmäts över huvud taget är 480 +-32 km/h i en F5 Tornado utanför Oklahoma City, USA 3 maj 1999.
- Gränsen för en F5-tornado enligt den nya EF-skalan (Enhanced fujita scale) är 89,5 m/s (322 km/h).
- Den högsta medelvinden (1 minut) som uppmätts i en tropisk cyklon är 85 m/s (306 km/h) i bland annat Tyfonen Tip 12 oktober 1979 och Orkanen Camille 17-18 augusti 1969.
- Den högsta uppmätta officiella vindhastigheten, exklusive Tromber/Tornados tidigare var 103,2 m/s 372 km/h) vid Mount Washington, USA 12 april 1934 En notering på 105,5 m/s (380 km/h) i Tyfonen Paka 1997 räknas inte som tillförlitlig.